# Paracolax albinotata
Paracolax albinotata — вид совкових з підродини совок-п'ядунів який зустрічається в Японії. Належить до роду Paracolax.